# Santuario de los dioses egipcios (Maratón)
El Santuario de los dioses egipcios (en griego: Ιερό των Αιγυπτίων Θεών Μπρεξίζας) fue un antiguo santuario dedicado a los dioses egipcios en Ática Oriental, cerca de  Maratón, Grecia,

## Historia
Estaba dedicado a Serapis, Osiris, Isis y Horus. Su culto había llegado a Grecia desde Egipto en el 300 a. C. El santuario cerca de Maratón fue construido por Herodes Ático en el período romano alrededor del año 160 d. C.  Era natural de la zona y volvió a vivir en ella tras la muerte de su esposa. Se dice que fue filósofo en la zona.

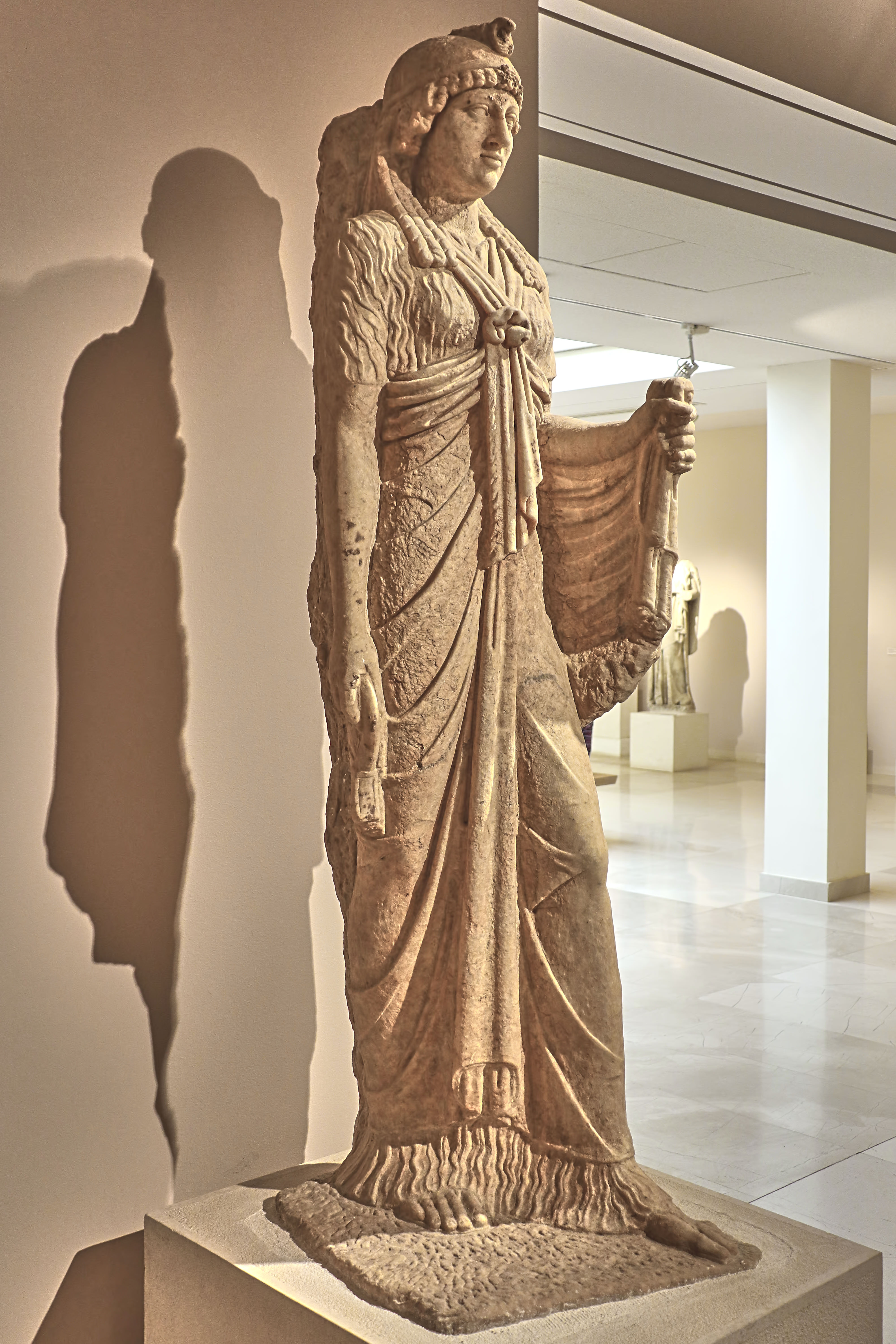
Estatua de Isis del santuario de los dioses egipcios en el Museo Arqueológico de Maratón.

El santuario fue excavado por primera vez por el francés Louis-François-Sébastien Fauvel en 1789 en busca del Túmulo funerario de los atenienses. Entre 2001 y 2008 se llevaron a cabo excavaciones arqueológicas sistemáticas del santuario bajo la supervisión de la arqueóloga Ifigéneia Dekoulákou. 

## Descripción
Estaba situado en la costa oriental de la Antigua Ática, en el flanco sur de la llanura de Maratón, a 1,5 km al sur del Túmulo funerario de los atenienses. El santuario imitaba el Serapeum de la Villa Adriana de Tívoli, así como el Serapeum original de la Canopo egipcia.

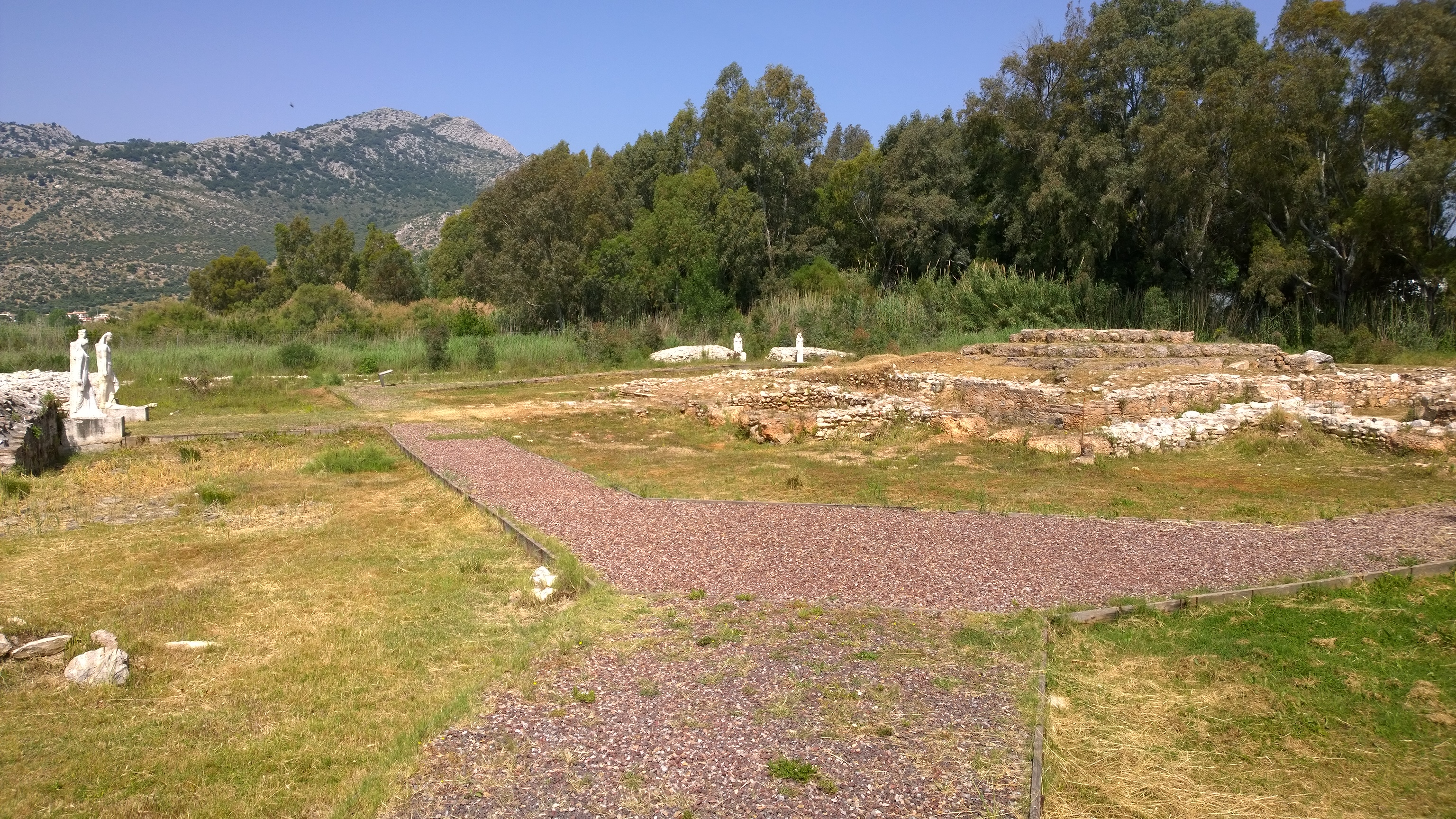
Ruinas del santuario de los dioses egipcios.

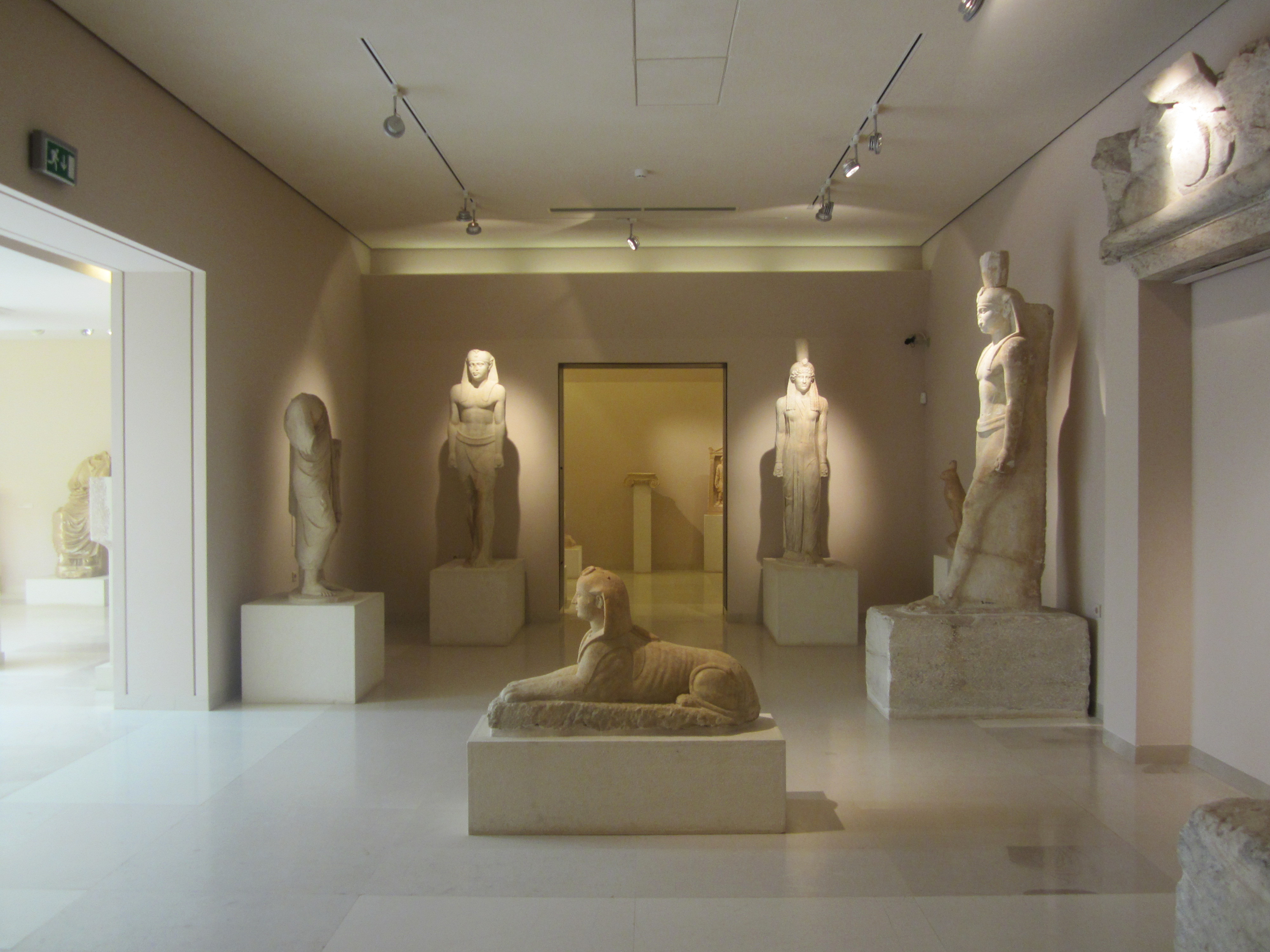
Esculturas del santuario de los dioses egipcios en el Museo Arqueológico de Maratón.

El santuario tenía unos 3900 m2. Constaba de dos patios amurallados. El segundo, o patio principal, era casi cuadrado, con una entrada a cada lado, flanqueada por dos estatuas en el exterior y dos en el interior. En cada par de estatuas, una era del faraón Osiris y la otra de Isis, representada como una diosa griega, normalmente Afrodita o Deméter. Las estatuas eran de mármol del monte Pentélico y estaban erigidas sobre altos pedestales. Las entradas conducían a una terraza con un criptopórtico, que tenía una estructura en forma de pirámide.
En el yacimiento se han encontrado numerosas estatuas de dioses egipcios, entre ellas cuatro estatuas de Isis, estatuas de los emperadores Lucio Vero y Marco Aurelio y grandes lámparas rituales. Las esculturas originales se encuentran en el Museo Arqueológico de Maratón. En su ubicación original en las ruinas hay réplicas.
El complejo también incluía unas termas romanas, situados a unos 40 metros al sureste del santuario, y una gran piscifactoría ovalada. Las termas sirvieron como lugar de purificación ritual antes del período de culto, y siguieron en uso hasta el año 300. Hoy en día, hay una iglesia dedicada a San Kyriakí ('Agía Kyriakí') cerca de las ruinas.